# Magnetno pogojeno ločevanje celic
Magnetno pogojeno ločevnaje celic ali krajše MACS (angleško Magnetic-activated cell sorting) je metoda za ločevanje različnih vrst celic, ki izkorišča specifične antigenske oznake na njhovi površini, pri čemer ločevanje poteka v odvisnosti od magnetnega polja.
Tehnologija MACS je postala ena standardnih metod ločevanja celic. Uspešnost postopka je bila opisana v množici publikacij in predstavlja široko možnost uporabe:
- ločevanje celic z doslednimi rezultati visoke kvalitete vse od laboratorijskih raziskav do uporabe v kliničnih aplikacijah;
- za različne količine celice (od 107 do 109 celic)
- za celice, ki jih pogosto srečujemo in bolj nenavadne podvrste.

Tehnologija je proizvod podjetja Miltenyi Biotec.

## Princip delovanja
Za magnetno-pogojeno ločevanje celic potrebujemo osnovno opremo, ki jo sestavljajo mikro-kroglice, separator in kolone. Mikro-kroglice so superparamagnetni delci premera 50 nm. Zgrajene so iz biorazgradljivega matriksa, zato njihova odstranitev po zaključku separacije ni potrebna. MACS mikro-kroglice ne vplivajo na stukturo, funkcijo ali aktivnost celice, hkrati pa tudi ni znano, da bi bile moteč dejavnik v nadaljnih postopkih raziskav.
Magnetno-pogojeno ločevanje celic poteka v posebnih kolonah, ki ne poškodujejo celic, so odporne proti poškodbam pri spiranju in primerne za delo v sterilnih pogojih. Ko v separator, ki ga gradi močan permanenten magnet, vstavimo kolono, se na njej inducira visok gradient magnetnih delcev. Gradient je dovolj močan da se celice označene z minimalno količino mikro-kroglic zadržijo v koloni. Neoznačene celice nemoteno preidejo kolono in se izločijo po večkratnem spiranju kolone. Označene celice se izločijo šele, ko odstranimo kolono iz magneta. Po tem principu lahko preprosto in z visoko čistostjo izoliramo tako označene kot neoznačene celice. Celoten postopek pozitivne selekcije (opisana spodaj) je končan v nekaj urah, celice pa lahko nemudoma uporabimo v nadaljnih eksperimentih.

## Magnetno označevanje celic
Celice se pred ločevanjem označi z direktnim ali indirektnim postopkom.

### Direktno označevanje celic
Je najhitrejši način magnetnega označevanja, ker zahteva le en korak, saj je specifično protitelo vezano neposredno na magnetni delec. Direktno označevanje zmanjša število potrebnih korakov spiranja, s čimer se zmanjšajo tudi nepotrebne izgube celic. Na voljo so visoko specifična monoklonska protitelesa, ki omogočajo optimalno ločitev. Tarča protiteles so površinski označevalci na celicah različnih organizmov, npr. človeka, miši, podgane in ne-človeških primatov.
Dodatno prednost v analizi prinašajo protitelesa konjugirana s fluorokromi, ki omogočajo analizo magnetno ločenih frakcij z uporabo pretočnega citometra ali flourescentnega mikroskopa.

### Indirektno označevanje celic
Uporablja se kadar za dotičen tip celic ni na voljo primernih direktnih mikro-kroglic. Za indirektno označevanje se lahko uporabi praktično vsako monoklonsko ali poliklonsko protitelo, medtem ko je tarča lahko katerakoli celica iz poljubnega predstavnika katerkoli vrste. Celice se označi s primarnim protitelesom, ki ni konjugirano, biotinizirano ali konjugirano s fluorokromom. V naslednjem koraku sledi magnetno označevanje z uporabo anti-imunoglobin, anti-biotin, streptavidin ali anti-flouorokrom mikro kroglic. Možna je tudi uporaba mešanice protiteles za hkratno izolacijo več celičnih tipov. Ker indirektno označevanje ojača magnetno oznako je prav to označevanje bolj primerno, kadar delamo s slabo izraženimi antigeni.

## Strategije selekcije

### Pozitivna selekcija
Pozitivna selekcija se izvaja, kadar magnetno označimo želene tarčne celice in izoliramo frakcijo celic, ki se zadrži v koloni.
Strategija pozitivne selekcije je primerna kadar želimo izjemno čistost pripravka (npr. obogatitev redkih celičnih linij), visoko stopnjo okrevanja in hitre rezultate. Pozitivna selekcija je najbolj neposreden in specifičen način izolacije tarčnih celic iz heterogenih celičnih suspenzij. Vezava protiteles, ki so del mikro kroglic, ne prizadane ne viabilnosti, niti funkcije celic. Obe frakciji, označena in neoznačena, lahko regeneriramo in spet uporabimo. Zahvaljujoč železovemu oksidu in polisaharidom, glavnima komponentama mikrokroglic, so le-te biorazgradljive in navadno izginejo po nekaj dneh gojenja v kulturi.

### Negativna selekcija
Negativno selekcijo izvedemo z označevanjem neželjenih celic. Celice, ki niso magnetno označene se izločijo iz mešane kulture celic. Tarčne celice v tem primeru niso magnetno označene, torej se izločijo v tej prvi frakciji.
Negativna izolacija je primerna za izolacijo želene celične populacije, kadar ne obstajajo primerna specifična protitelesa, kadar vezava protitelesa na celico ni zaželena ali kadar sledi nadaljnja izolacija celičnih podtipov s pozitivno selekcijo. Danes je na voljo mnogo različnih pred-pripravljenih kitov za optimizirano izolacijo celic, ki vsebujejo protitelesa za ne-tarčne celice.

## Strategije ločevanja celic

### Zaporedno ločevanje

#### Izločanje in pozitivna selekcija
Različne tipe celic lahko najprej ločimo z izločanjem celic, ki niso označene, čemur sledi pozitivna selekcija željenega tipa celic. Strategija je uporabna, kadar neželene celice v celični suspenziji izražajo enake antigene kot ga uporabljamo za pozitivno selekcijo označenih celic. Tak sistem je lahko uporaben tudi pri izolaciji izjemno redkih celic. Takrat iz suspenzije najprej izločimo neoznačene celice. Pozitivno selekcijo, ki sledi, izpeljemo s predhodno obogateno frakcijo, s čimer si zagotovimo zelo čisto celično populacijo.

#### Strategija MultiSort
Z uporabo posebnih MultiSort kitov ločimo visoko število različnih celic, označenih s specifičnimi markerji na površini celic. Uporaba kitov omogoča tudi zaporedno pozitivno selekcijo.
Tarčne celice najprej magnetno označimo in jih ločimo glede na prvi želeni parameter. Dobljeno frakcijo celic nato inkubiramo z reagentom, ki encimsko odstrani mikrokroglice. Sledi druga pozitivna selekcija, pri kateri se celice ločujejo glede na drugo vrsto antigena.